# Нуеве де Хулио (департамент)
Нуеве де Хулио е департамент в Аржентина, разположен в провинция Санта Фе с обща площ 16 870 км2 и население 29 032 души (2007). Главен град е Тостадо.

## Административно деление
Департаментът е съставен от 12 общини.